# Marathon des Glières

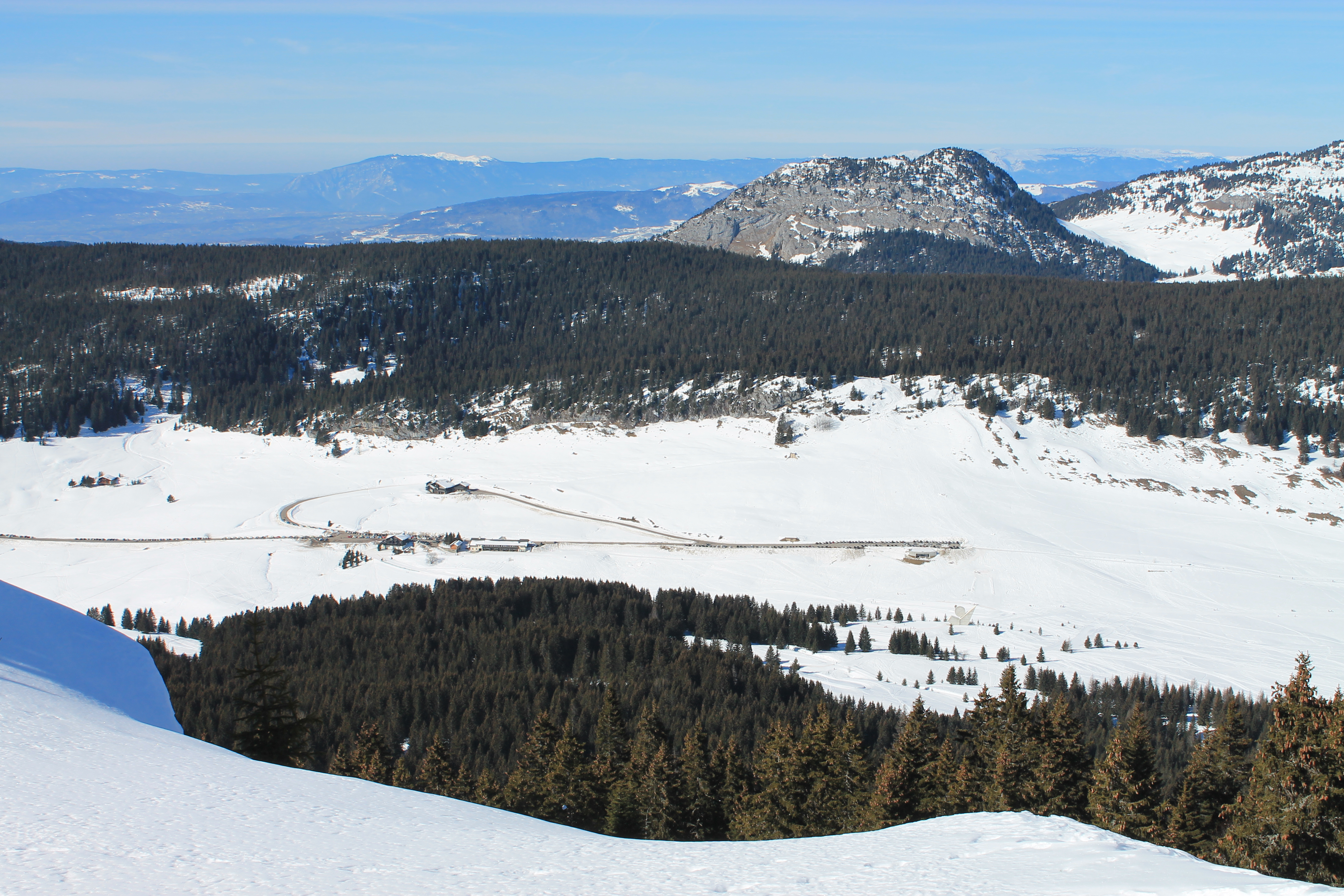
Le domaine nordique des Glières, site du Marathon.

Le Marathon des Glières est une course de ski de fond se tenant chaque année le troisième dimanche de mars, en commémoration de la bataille des Glières sur la commune de Thorens-Glières en Haute-Savoie.

## Organisation
L'Interclub de Ski de fond du Bassin Annécien (ISBA) organise cette compétition sur le plateau des Glières. L'ISBA se compose de 5 clubs : l'AS Coussinets, l'ASO NTN-SNR, l'ASPTT, les Dragons d'Annecy et le Nordique Glières.
Plus de mille skieurs y participent chaque année, venant de toute la France, mais aussi de Suisse, Italie, Espagne, Slovaquie plus rarement des États-Unis, de Finlande. 
Cette grande fête du ski de fond comporte le dimanche 4 distances en style libre :
- la Ronde enfants sur 4 km
- le Petit Plateau sur 10 km
- le Grand Plateau sur 22 km
- le Marathon sur 42 km en 2 tours.

Après trois années d'existence, la Classiq'Glières, courue le samedi sur 22 km, en style classique, n'existe plus. Depuis 2013, le KO Sprint populaire la remplace.
En 2025 la pérennité de la manifestation est remise en cause,.